# Нэнси Дрю (фильм)
«Нэнси Дрю» (англ. Nancy Drew) — американский фильм 2007 года по мотивам популярной серии детективов Кэролайн Кин о Нэнси Дрю. В главной роли снялась Эмма Робертс. Фильм был снят в Лос-Анджелесе режиссёром Эндрю Флемингомом и вышел в прокат 15 июня 2007 года.

## Сюжет
Нэнси Дрю и её отец, Карсон Дрю, адвокат, переезжают на два месяца из Ривер-Хайтс в Калифорнию, где Карсон получил временную работу. Они снимают дом, который выбрала Нэнси — особняк голливудской кинозвезды Делии Дрейкотт, чьё убийство, произошедшее здесь в 1981 году, до сих пор не было раскрыто. Несмотря на тайны, отец просит Нэнси прекратить свои расследования и стать нормальным подростком: учиться, ходить по магазинам и развлекаться. Однако в школе её считают странной, и единственный друг, которого Нэнси встретила там — 12-летний Корки, младший брат её модной и популярной одноклассницы — Инги. В доме Нэнси встречает привидение его бывшей владелицы, Делии, которое просит помочь ей. Случаются и другие странности: пропадает папка Нэнси с газетными вырезками о Делии, по ночам слышатся шаги на чердаке, а садовник Джон Лэшинг всегда появляется неожиданно и как будто из ниоткуда. Среди старых вещей на чердаке Нэнси обнаруживает письмо Делии, адресованное некоему «Зи», видимо, её любовнику…
Вопреки обещанию не заниматься больше расследованиями, Нэнси берётся за разгадку тайны Делии Дрейкотт.

## В ролях
| Актёр            | Роль              |
| ---------------- | ----------------- |
| Эмма Робертс     | Нэнси Дрю         |
| Тейт Донован     | Карсон Дрю        |
| Макс Тириот      | Нэд Никерсон      |
| Лора Хэрринг     | Делия Дрейкотт    |
| Маршалл Белл     | Джон Лэшинг       |
| Рэйчел Ли Кук    | Джейн Брайтон     |
| Джош Флиттер     | Корки             |
| Даниэлла Моне    | Инга              |
| Келли Витц       | Триш              |
| Эми Брукнер      | Бесс Марвин       |
| Кей Панабэйкер   | Джорджи Файн      |
| Дэвид Б. Доти    | отец Мёрфи        |
| Кэролин Аарон    | Барбара Барбара   |
| Клифф Бемис      | шеф МакГиннис     |
| Адам Кларк       | сержант Биллингс  |
| Кейтлин Ван Итем | Алли Брайтон      |
| Рич Купер        | Чарли             |
| Брюс Уиллис      | камео             |
| Барри Боствик    | Дэшиел Бидермейер |

## Саундтрек
- «Come to California» (Matthew Sweet)
- «Perfect Misfit» (Liz Phair)
- «Kids in America» (The Donnas)
- «Pretty Much Amazing» (Joanna)
- «Looking for Clues» (Katie Melua)
- «Hey Nancy Drew» (Chris Price)
- «Like a Star» (Corinne Bailey Rae)
- «Nice Day» (Persephone’s Bees)
- «Blue Monday» (Flunk)
- «We Came to Party» (J-Kwon)
- «All I Need» (Cupid)
- «Party Tonight» (Bizarre)
- «When Did Your Heart Go Missing?» (Rooney)
- «DARE» (Gorillaz feat.Shaun Ryder)

## Создание
Съёмки проходили с 30 января 2006 года по 3 апреля 2006 года. На тот момент Эмма Робертс не имела водительских прав и не могла водить родстер в сценах преследования. Фильм снимался в нескольких городах Калифорнии, в том числе в Саут-Пасадине, Лос-Анджелесе, Санта-Кларите, Лонг-Бич, Ла-Каньяда-Флинтридже и Бербанке. В фильме Нэнси ездит в голубом кабриолете Nash Metropolitan.